# Allenrok
Allenrok es el quinto disco del dúo español de rumba-rock, Estopa. Producido por ellos mismos y grabado en los estudios Sonoland de Madrid. Es un homenaje a su ciudad, Cornellá, por eso el título es ese nombre al revés pero sustituyendo la letra "C" por la "K".

## Lista de canciones
| N.º | Título                | Duración |  |
| 1.  | «Cuando amanece»      | 3:18     |  |
| 2.  | «Cuerpo triste»       | 3:04     |  |
| 3.  | «Era»                 | 3:02     |  |
| 4.  | «Rumbaketumba»        | 3:08     |  |
| 5.  | «La matraka»          | 3:41     |  |
| 6.  | «Desempolvando»       | 3:58     |  |
| 7.  | «Descatalogando»      | 3:22     |  |
| 8.  | «Hemicraneal»         | 4:10     |  |
| 9.  | «Jugar al despiste»   | 2:32     |  |
| 10. | «El run run»          | 3:38     |  |
| 11. | «Vientos de tormenta» | 3:17     |  |
| 12. | «Pesadilla»           | 2:51     |  |

## Posicionamiento en listas
| Listas (2008)       | Mejor posición |
| ------------------- | -------------- |
| España (PROMUSICAE) | 1              |

## Certificaciones
| País   | Organismo certificador | Certificación | Ventas certificadas | Ref   |
| ------ | ---------------------- | ------------- | ------------------- | ----- |
| España | PROMUSICAE             | 2x Platino    | 160 000             | [ 3 ] |